# Charibatia
Charibatia es una ciudad censal situada en el distrito de Cuttack en el estado de Odisha (India). Su población es de 4016 habitantes (2011). Se encuentra a 10 km de Cuttack  y a 30 km de Bhubaneswar.

## Demografía
Según el censo de 2011 la población de Charibatia era de 4016 habitantes, de los cuales 2269 eran hombres y 1747 eran mujeres. Charibatia tiene una tasa media de alfabetización del 97,64%, superior a la media estatal del 72,87%: la alfabetización masculina es del 99,06%, y la alfabetización femenina del 95,77%.